# Gésio Amadeu
Gésio Amadeu (Santos Dumont, 14 de junho de 1947 — São Paulo, 5 de agosto de 2020) foi um ator brasileiro de teatro, televisão e cinema.

## Biografia
Nascido no aprazível lugar conhecido como Conceição do Formoso, distrito da cidade de Santos Dumont, de família humilde, começou sua carreira precocemente, aos 6 anos de idade, cantando em um coral de igreja. Completou a quarta série primária (hoje Ensino Básico) e aos 8 anos, foi morar com uma família de libaneses.
Após cumprir o serviço militar, viajou para São Paulo e tornou-se amigo de Bráulio Pedroso, o escritor que deu modernidade à telenovela brasileira ao lançar Beto Rockfeller, pela Televisão Tupi de São Paulo. Bráulio foi quem iniciou Gésio Amadeu na carreira artística ano de 1969.
Gésio ainda jovem, com apenas 22 anos de idade, levava a sério sua profissão. Entre seus 20 anos até seus 30 anos, Gésio passou por diversas redes de televisão. Inicialmente a TV Tupi, onde fez várias novelas como Éramos Seis, O Direito de Nascer, Gaivotas. Depois da TV Tupi, ele foi para a TV Bandeirantes e fez O Todo Poderoso e Os Imigrantes. Na TV Cultura fez Paiol Velho.
Intercalou com teatro fazendo diversos peças. Uma delas foi Eles não Usam Black-tie, peça de cunho social escrita por Gianfrancesco Guarnieri. Foi para a TV Globo onde fez em 1982 Sol de Verão, de Manoel Carlos. Fez, no SBT, Meus Filhos, Minha Vida e na TV Globo a primeira versão de Sinhá Moça no papel de Fulgêncio. Na TV Manchete fez A História de Ana Raio e Zé Trovão, Floradas  na Serra e O Fantasma da Ópera. Voltou a Globo fazendo capítulos de Você Decide e as novelas Renascer e A Viagem.
No ano 1995, atuou em Sangue do Meu Sangue. No ano seguinte, fez uma pequena participação em O Rei do Gado, em que interpretou um sem-terra cantor . De volta ao SBT, participou de Os Ossos do Barão e do seriado de muito sucesso Chiquititas, gravado inteiramente na Argentina, trabalho que lhe deu projeção nacional. A partir de 2000 fez Vidas Cruzadas, Amor e Ódio, Seus Olhos, Vidas de Maria, Essas Mulheres, e fez o personagem "Justo" na segunda versão de Sinhá Moça.
Em 2007, Gésio esteve no seriado Sítio do Pica Pau Amarelo, em 2009, na novela Paraíso e 2011 em Araguaia.
Atuou também como garoto-propaganda em alguns anúncios publicitários, entre eles, Supermercados Champion ("é preço, é perto, é campeão") e Parador (anos 80).
Atuou em 2013 como Alaor, na novela Flor do Caribe e foi convidado a reviver o papel de Chico, cozinheiro do Orfanato Raio de Luz, em Chiquititas, no SBT, mas indicou seu amigo João Acaiabe.

## Vida pessoal
Ele foi casado com Gabriela Rabelo e teve 3 filhos: Ana, Mário e Miriam, além de Rodrigo, seu enteado.

## Morte
Morreu no dia 5 de agosto de 2020 em São Paulo, aos 73 anos, vitimado pela COVID-19. O ator contraiu o vírus no hospital onde tratava problemas de hipertensão. 

## Filmografia

### Televisão
| Ano  | Título                                | Papel                         |
| ---- | ------------------------------------- | ----------------------------- |
| 2023 | Sala dos Professores                  | Olivério (lançamento póstumo) |
| 2019 | Bugados                               | Seu Andrade                   |
| 2016 | Velho Chico                           | Chico Criatura                |
| 2013 | Flor do Caribe                        | Alaor                         |
| 2011 | Força-Tarefa                          | Neimar                        |
| 2010 | Araguaia                              | Cirso                         |
| 2009 | Paraíso                               | Capita                        |
| 2008 | Faça Sua História                     | Silvério                      |
| 2007 | Sítio do Picapau Amarelo              | Tio Barnabé                   |
| 2006 | Sinhá Moça                            | Justo                         |
| 2005 | Essas Mulheres                        | Sebastião                     |
| 2005 | As Vidas de Maria                     | Jorge                         |
| 2005 | Nina e Nuno                           |                               |
| 2004 | Seus Olhos                            | Adolfo                        |
| 2004 | Branca de Neve e os Sete Peões        | Voldenor                      |
| 2004 | Cabocla                               |                               |
| 2002 | O Beijo do Vampiro                    | Gentil                        |
| 2001 | Amor e Ódio                           | Padre Abel                    |
| 2000 | Vidas Cruzadas                        | Josué                         |
| 1999 | Terra Nostra                          | Damião                        |
| 1998 | Contos de Natal (episódio 3 - Oração) | André                         |
| 1997 | Chiquititas                           | Francisco (Chico)             |
| 1997 | Os Ossos do Barão                     | Misael                        |
| 1996 | O Rei do Gado                         | Sem-terra cantor              |
| 1995 | Sangue do Meu Sangue                  | Pedro                         |
| 1994 | A Viagem                              | Julião                        |
| 1993 | Você Decide (episódio O Juramento)    |                               |
| 1993 | Renascer                              | Jupará                        |
| 1991 | O Fantasma da Ópera                   | Sidney Falcão                 |
| 1991 | Floradas na Serra                     | Antônio                       |
| 1990 | Mãe de Santo                          | Sacerdote Africano / Oxóssi   |
| 1990 | A História de Ana Raio e Zé Trovão    | Sebastião                     |
| 1989 | O Cometa                              |                               |
| 1989 | Cortina de Vidro                      | Hugo                          |
| 1987 | Helena                                | Vátison                       |
| 1986 | Sinhá Moça                            | Fulgêncio                     |
| 1986 | Mandrágora                            |                               |
| 1984 | Meus Filhos, Minha Vida               |                               |
| 1984 | Joana                                 | Joca                          |
| 1983 | Braço de Ferro                        |                               |
| 1982 | Sol de Verão                          |                               |
| 1982 | Paiol Velho                           |                               |
| 1981 | Os Imigrantes                         | Josué                         |
| 1980 | Cabaret Literário                     |                               |
| 1979 | O Todo-Poderoso                       | Tião                          |
| 1979 | Gaivotas                              | Otávio                        |
| 1978 | O Direito de Nascer                   |                               |
| 1978 | João Brasileiro, o Bom Baiano         | Taxista                       |
| 1977 | Éramos Seis                           | Raio Negro                    |
| 1976 | O Julgamento                          |                               |
| 1975 | Vila do Arco                          |                               |
| 1971 | O Cafona                              | Amadeu                        |
| 1969 | A Cabana do Pai Tomás                 | Sam                           |
| 1968 | Beto Rockfeller                       | Gésio                         |

### Cinema
| Ano  | Título                                         | Papel        |
| ---- | ---------------------------------------------- | ------------ |
| 2020 | Doutor Hipóteses, uma alma perdida na pandemia |              |
| 2017 | Pitanga                                        | Ele mesmo    |
| 2017 | Histórias e Estórias                           |              |
| 2013 | O Anônimo                                      |              |
| 2008 | Porto das Monções                              | Nego Tião    |
| 2005 | As Vidas de Maria                              | Jorge        |
| 2002 | Viagem Insólita                                | Hemanuel     |
| 2001 | Paúra                                          |              |
| 1998 | Na rota dos Orixas - Atlantico Negro           | Ele mesmo    |
| 1994 | Pé de Pato                                     |              |
| 1992 | PR Kadeia                                      | Acordeonista |
| 1983 | Nossos Bravos                                  |              |
| 1983 | O Médium                                       | Dr. José     |
| 1981 | Eles não Usam Black-tie                        | Onofre       |
| 1975 | Jouez Encore, Payez Encore                     |              |
| 1972 | Longo Caminho da Morte                         | Zózimo       |
| 1970 | A Moreninha                                    | Rafael       |

### Teatro
| Ano  | Título                                       |
| ---- | -------------------------------------------- |
| 2014 | A Última Sessão                              |
| 2012 | O Colecionador de Crepúsculos                |
| 2012 | Boca de Ouro                                 |
| 2012 | A Falecida                                   |
| 2011 | O Grande Grito                               |
| 1998 | A sopa de pedra                              |
| 1995 | Pericles, O principe de tiro                 |
| 1994 | Melômana                                     |
| 1992 | A Mosca Azul                                 |
| 1990 | Big Loira: Uma Peça Rara                     |
| 1989 | Os Negros                                    |
| 1987 | Eu direi que é a vida tu dirás que é a morte |
| 1985 | Fogo na Terra                                |
| 1985 | Auto do Frade                                |
| 1983 | Sampa, a Cidade de Amar                      |
| 1981 | Órfãos de Jânio                              |
| 1981 | Idéia Fixa                                   |
| 1981 | Vamos colorir São Paulo                      |
| 1980 | Memorias Postumas de Bras Cubas              |
| 1980 | Calabar, O Elogio da Traição                 |
| 1980 | Eles não usam Black Tie                      |
| 1979 | É Fogo, Paulistas                            |
| 1978 | Tiradentes                                   |
| 1975 | Porandubas Populares                         |
| 1974 | Nem Tudo é Azul                              |
| 1974 | Autos Sacramentais                           |
| 1974 | Gaiola das Loucas                            |
| 1973 | O Evangelho Segundo Zebedeu                  |
| 1972 | Jesus Cristo Super Star                      |
| 1971 | Woyzeck                                      |
| 1971 | Os Rapazes da Banda                          |
| 1970 | Macbeth                                      |
| 1968 | A Moreninha                                  |
| 1966 | O Coronel de Macambira                       |